# 291. pr. Kr.
◄ | 4. stoljeće pr. Kr. | 3. stoljeće pr. Kr. | 2. stoljeće pr. Kr. | ►
◄ | 320-ih pr. Kr. | 310-ih pr. Kr. | 300-ih pr. Kr. | 290-ih pr. Kr. | 280-ih pr. Kr. | 270-ih pr. Kr. | 260-ih pr. Kr. | ►
◄◄ | ◄ | 294. pr. Kr. | 293. pr. Kr. | 292. pr. Kr. | 291 pr. Kr. | 290. pr. Kr. | 289. pr. Kr. | 288. pr. Kr. | ► | ►►
Astronomija

## Događaji
- U Trećem Samnitskom ratu Rimljani u Venusiji stacioniraju garnizon s oko 20.000 vojnika. Produljuju Via Appiju do Venusija; tako kontroliraju područje između Samnićana i Taranta